# Alcover
Alcover é um município da Espanha na comarca de Alt Camp, província de Tarragona, comunidade autónoma da Catalunha. Tem 46 km² de área e em 2021 tinha 5 185 habitantes (densidade: 112,7 hab./km²).